# 郭庆乡
郭庆乡，是中华人民共和国西藏自治区昌都市八宿县下辖的一个乡镇级行政单位。

## 行政区划
郭庆乡下辖以下地区：
岗塔村、觉约村、多色村、觉美村、拉龙村、拉交村、那塔村、日楚村、觉尼村、拥然村、尼恰村和觉村。